# 金长征
金长征（1962年—），女，上海人，回族，中华人民共和国政治人物、第十二届全国人民代表大会浙江地区代表。
毕业于浙江省委党校文化学专业，加入中国共产党。2012年12月，担任湖州市市长。2013年，被选为全国人大代表。2014年1月转任中共浙江省委统战部副部长。